# John MacLeod (Musiker)
John Norman MacLeod (* 17. August 1955 in Toronto) ist ein kanadischer Jazzmusiker (Trompete, Flügelhorn, Komposition, Arrangement), Orchesterleiter und Musikproduzent.

## Leben und Wirken
MacLeod interessierte sich sehr früh für Jazz und begann, im Alter von 12 Jahren Trompete zu lernen. Sein erstes Vorbild war der Trompeter Jimmy Davidson, in dessen Band er später spielte; als Teenager besuchte er Fernsehkonzerte mit Guido Basso, Moe Koffman und Teddy Roderman. Von 1974 bis 1977 studierte er am Humber College. Er war Gründungsmitglied der Spitfire Band und hat mit allen Größen der Toronto-Szene zusammengearbeitet. Seit 1982 war er für mehr als 15 Jahre lang Solist in der Big Band von Rob McConnell, The Boss Brass. Als Studiomusiker hat er auf zahlreichen Alben mitgewirkt, etwa bei Jim Galloway und Mel Tormé. 1988 initiierte er mit seinem eigenen Aufnahmestudio Jazz Partners das kooperative Jazzlabel Unity. Bis 1991 veröffentlichte er dort mehr als 20 Alben kanadischer Musiker, darunter Alex Dean, Brian Dickinson, Barry Elmes, Forth Inversion, Hugh Fraser, Rob Frayne und Chris McCann, Jeff Johnston, Kirk MacDonald, George McFetridge, Mike Murley, John Nugent, Kieran Overs, Barry Romberg, Bernie Senensky, Robin Shier, Michael Stuart, Time Warp oder Vikrama. Dort erschien 1988 sein Debütalbum Ruin.
2003 gründete MacLeod ein eigenes großformatiges Jazz-Ensemble, das 20-köpfige Rex Hotel Orchestra, das monatlich auftritt und mit dem er mehrere Alben vorlegte. Zudem dirigiert er seit dessen Gründung das Bob DeAngelis Champagne Symphony Orchestra, das in der Carnegie Hall in New York sein Programm Tribute to Benny Goodman vorstellte.
Als Komponist und Arrangeur ist MacLeod sehr vielseitig; er schreibt für Bigband, aber auch für Streichquartett und für Sinfonieorchester (das Marcus Belgrave in Nummern von Louis Armstrong begleitet). Er erhielt Stipendien vom Canada Council, dem Ontario Arts Council und dem Toronto Arts Council, um neue Musik für große Jazz-Ensembles zu schaffen, führt aber auch in Dänemark regelmäßig eigene Werke auf.
MacLeod unterrichtet seit 2005 am Humber College als Hochschullehrer Trompete, Ensemble und Jazzarrangement & Komposition.

## Preise und Auszeichnungen
MacLeod wurde 2005 für die National Jazz Awards in der Kategorie Arrangeur des Jahres nominiert; 2009 gewann er diese Auszeichnung. Mit seinem Rex Hotel Ensemble erhielt er mit dem Album The First Set 2011 einen Juno in der Kategorie „Traditional Jazz Album of the Year.“